# 新埤 (嘉義縣)
新埤，是臺灣嘉義縣太保市的一個傳統地域名稱，位於該市中部偏北。相較於今日行政區，其範圍大致包括舊埤里、新埤里。

## 歷史
台灣日治初期，新埤地區為一街庄（舊制街庄），稱為「新埤庄」，隸屬於大槺榔西堡。該庄北與田尾庄、溪南庄為鄰，東與過溝庄、白鴒厝庄為鄰，南邊為後潭庄、太保庄，西邊為灣內庄，並有一小段與東勢藔庄為鄰。
1901年（日治明治三十四年）11月11日，全台設置二十廳，該庄隸屬於嘉義廳。1904年（明治三十七年）2月15日，該庄編入「後潭區」，隸屬於嘉義廳。1909年（明治四十二年）10月25日，全台整併二十廳為十二廳，該庄仍隸屬於嘉義廳。1910年（明治四十三年）1月18日，各區管轄區域調整，該庄仍隸屬於嘉義廳的「後潭區」。1920年（大正九年）10月1日，全台廢十二廳改設五州二廳，該庄改制為「新埤」大字，隸屬於臺南州東石郡太保庄（新制街庄）。
戰後太保庄改制為太保鄉，隸屬於臺南縣，大字亦改制為村。1946年（民國35年）8月，省轄市嘉義市將原有八區整併為四區（新東區、新南區、新西區、新北區），並將臺南縣之水上鄉、太保鄉劃入且改制為區，合計六區，本地區的村亦改制為里。:3411950年（民國39年）10月25日，雲、嘉、南分治，:384同時裁撤省轄市嘉義市，六區改制為四鎮（新東鎮、新南鎮、新西鎮、新北鎮）二鄉（水上鄉、太保鄉），均改隸屬於嘉義縣，本地區的里亦改制為村。1991年（民國80年）7月1日，嘉義縣縣治遷至太保鄉，太保鄉因而升格為縣轄市太保市，村亦改制為里。

## 聚落
本地區發展較早的聚落為新埤，在日治期初期的官方地圖上已有記載。